# Edna Purviance
Edna Purviance (21 de octubre de 1895-13 de enero de 1958) fue una actriz estadounidense durante la era del cine mudo. Fue por mucho tiempo la actriz principal en las películas de Charles Chaplin, destacándose con él en cerca de treinta películas.

## Primeros años
Nació en Paradise Valley, Nevada. Sus padres eran Louis y Madison Gates Purviance. En 1902 sus padres se divorciarían y la madre de Edna se casaría de nuevo con Robert Nurnberger. Este hombre recrearía en ella su afición por el piano, convirtiéndola en una virtuosa pianista. En 1915 asistiría a la escuela de San Francisco.

## Carrera como actriz
Chaplin y Purviance se conocieron en 1915, cuando Chaplin buscaba una primera actriz para su segunda película con Essanay, precisamente encontraría en Edna la inspiración para hacer "A night out". Y también encontraría en la actriz un don artístico y cómico para hacerla protagonista de sus películas, y a la vez, hacerla su compañera sentimental entre 1915 y 1917, aunque posteriormente esta relación continuaría de manera intermitente por varios años, según se cree. Una de sus actuaciones más recordadas es la de The Kid de 1921, en la que interpretaría a una madre desesperada que abandona a su hijo y que es criado por un vagabundo. A pesar de su gran talento, Purviance tenía problemas con el alcohol, llegando a aparecer totalmente borracha en algún rodaje. Aun con todos sus problemas, Chaplin siempre la apreció y la tuvo en cuenta en sus películas, hasta que murió en 1958 a causa de un cáncer de garganta.

## Vida privada
No fue del todo afortunada. El 1 de enero de 1924, celebrando aún la Nochevieja en compañía del magnate del petróleo Courtland Dines, con el que al parecer mantenía una relación, este recibió un disparo del chófer de Mabel Normand, otra famosa actriz de la época, que fue a visitarlos. Se desconocen los hechos, pero como consecuencia del disparo, Dines fue ingresado en un hospital y ambas actrices tuvieron que declarar primero en una comisaría de policía y después ante un tribunal. Este incidente fue técnicamente el fin de la carrera de ambas actrices. En el caso de Edna Purviance, estos hechos tuvieron lugar poco después de estrenarse la película A Woman of Paris (Una mujer de París), en la que ella era la protagonista. Chaplin produjo y dirigió esta película para ayudar a lanzar la carrera en solitario de Purviance. Después de este suceso, muchos cines estadounidenses boicotearon la película.
En 1932, el mismo día en que era operada de una úlcera perforante en el estómago, su padre, al que llevaba muchos años manteniendo económicamente, falleció. 
Entre 1938 y 1945 estuvo casada con John "Jack" P. Squires, piloto de Pan Am, que falleció repentinamente de un Infarto agudo de miocardio.

## Filmografía
- A Night Out (1915)
- The Champion (1915)
- The Tramp (1915)
- By the Sea (1915)
- A Woman (1915)
- The Bank (1915)
- Shanghaied (1915)
- A Night in the Show (1915)
- Burlesque on Carmen (1915)
- The Floorwalker (1916)
- Police (1916)
- The Fireman (1916)

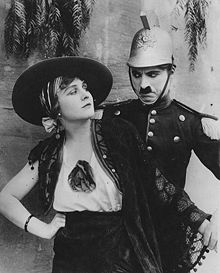
Edna Purviance y Charles Chaplin en Burlesque on Carmen.

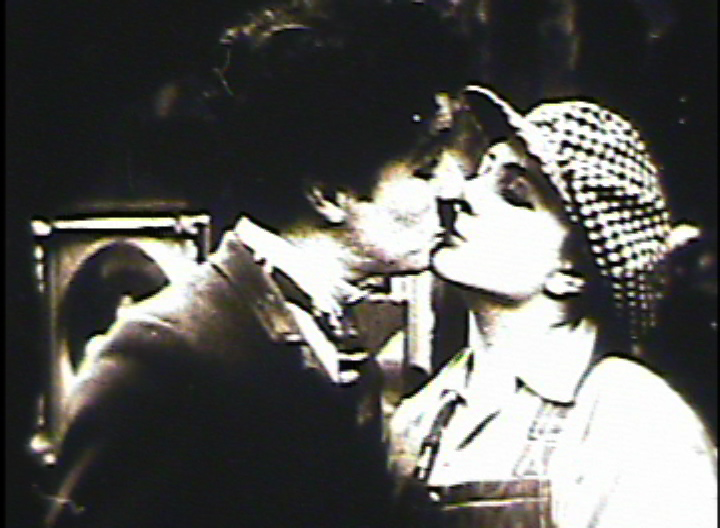
Behind the Screen.

- Charlot, músico ambulante / El vagabundo - The vagabond (1916)
- El Conde - The Count (1916)
- Charlot prestamista - The Pawnshop (1916)
- Behind the Screen (1916)
- The Rink (1916)
- Charlot en la Calle de la Paz (1917)
- The Immigrant (1917)
- How to Make a Movie (1918)
- El chico (1921)
- Pay Day (1922)
- The Pilgrim (1923)
- A Woman of Paris (1923)
- A Woman of the Sea (1926)
- Education de Prince (1927)